# Hrvatsko-češko društvo
Hrvatsko-češko društvo (HČD) utemeljeno je 1992. godine kao udruga građana s nakanom obnavljanja ranijih dobrih svekolikih veza između Hrvatske i Češke, te poticanja i razvijanja novih. Od samog svog osnutka HČD daje doprinos razmjeni kulturnih, umjetničkih, znanstvenih, gospodarskih i drugih civilizacijskih dostignuća hrvatskog i češkog naroda, građana Hrvatske i Češke, a u sklopu toga i češke manjine u Hrvatskoj te hrvatske manjine u Češkoj. Osim što podupire aktivnosti kojima je cilj jačanje hrvatsko-čeških veza i bolje upoznavanje dvaju naroda, Društvo i samo pokreće takve aktivnosti i projekte, kako u Hrvatskoj, tako, prema mogućnostima, i u Češkoj. 

## Dosadašnja djelatnost
Čelni čovjek utemeljiteljskoga odbora Hrvatsko-češkoga društva 1992. godine bio je novinar Božidar Grubišić, koji je poslije bio tajnik Društva, od 1994. do 1998. godine. Jedan od članova osnivačkoga odbora bio je Miroslav Jilek, kasnije čelnik Sekcije za društvene tijekove, i važio je za jednog od mozgova Hrvatsko-češkog društva.
HČD je organizirao mnoge akcije usmjerene na razvoj hrvatsko-čeških veza: 1995. godine bio je suorganizator Dana slavonske kuhinje u Pragu, a 1996. godine zajedno s Ministarstvom kulture RH suorganizator izložbe „Klasici hrvatske naivne umjetnosti” u Pragu. Nakon velikih poplava u Češkoj 1997. godine HČD je u Hrvatskoj pokrenuo prikupljanje financijske pomoći koja je 1998. godine donirana postradaloj osnovnoj školi u mjestu Brantice. U nekoliko navrata Hrvatsko-češko društvo je prosvjedovalo protiv prijedloga za promjenu imena Masarykove ulice u Zagrebu.
Na prijedlog HČD-a Inina nagrada za promicanje hrvatske kulture u svijetu za 2001. godine dodijeljena je češkom kroatistu i prevoditelju Dušanu Karpatskom. Zalaganjem HČD-a 2005. godine i uz novčanu pomoć Ministarstva vanjskih poslova i europskih integracija RH spašen je grob etnografa Andrije Ivana Bortulina u Pragu. Ujedno su članovi HČD-a počeli istraživati Bortulinovo praško razdoblje života, a iste godine HČD je pokrenuo projekt istraživanja povijesti Čeha u Zagrebu, za koji je dobilo financijsku pomoć Gradskoga ureda za kulturu Grada Zagreba. Na prijedlog HČD-a, biskup Duh je 2005. godine u Zagrebu dobio stube sa svojim imenom, a 2014. godine i spomenik u Dubravi kraj Vrbovca. 
HČD je 2006. godine potaknuo postavljanje spomen-ploče na praškom sveučilištu u čast svim Hrvatima koji su ondje studirali (ostvarenje te ideje još uvijek se očekuje). HČD je potakao postavljanje spomen-ploče Nikoli Tesli u Pragu prigodom 150. godišnjice njegova rođenja, što je na kraju rezultiralo najvećim spomenikom u čast Nikole Tesle na svijetu koji je 4. rujna 2014. godine podignut u Ulici Nikole Tesle. HČD je 2006. godine pokrenuo i postavljanje obilježja nobelovcu Vladimiru Prelogu u Pragu na Visokoj kemijsko-tehnološkoj školi na kojoj je studirao. Prigodom desete godišnjice smrti Vladimira Preloga, 6. prosinca 2008. godine u prostoru Visoke kemijsko tehnološke škole postavljeno je njegovo poprsje, rad kipara Ivice Antolčića, koje je otkrio hrvatski predsjednik Vlade Ivo Sanader. Poprsje je kopija poprsja postavljenog u siječnju 2008. godine na Fakultetu kemijskog inženjerstva i tehnologije u Zagrebu, a potrebna novčana sredstva HČD-u je doniralo Ministarstvo kulture. 
U rujnu 2011. godine ostvarena je zajednička akcija HČD-a i Hrvatskoga sabora za postavljanje spomen-ploče u crkvi svetog Norberta u Pragu gdje se 1898. godine Stjepan Radić vjenčao sa svojom suprugom Marijom Dvořákovom. Ploču je otkrio predsjednik Hrvatskoga sabora Luka Bebić. HČD je sudjelovao i u akciji za postavljanje spomen-ploče u Pragu u čast geofizičara Andrije Mohorovičića, koja je također otkrivena u rujnu 2011. godine. U Pragu je HČD 2012. godine otkrio grob hrvatskoga generala Josipa Filipovića i pokrenuo akciju za njegovu obnovu. U ožujku 2013. godine na poticaj HČD-a postavljena je spomen-ploča na dvorcu u Napajedli gdje se 1850. godine hrvatski ban Josip Jelačić vjenčao s groficom Sofijom Stockau. U Zagrebu je 2014. godine na poticaj HČD-a podignuta spomen-ploča u čast Marije Radić, Čehinje, supruge Stjepana Radića. U ožujku 2015. godine na dvorcu u Jindřichovu Hradecu postavljena je spomen-ploča u čast Nikole Šubića Zrinskog koji se ondje vjenčao Evom iz Rožmberka. U listopadu 2016. na Strossmayerovom trgu u Pragu postavljena je spomen-ploča u čast Josipa Jurja Strossmayera. Na inicijativu Hrvatsko-češkog društva predsjednica Republike Hrvatske Kolinda Grabar-Kitarović dodijelila je 5. prosinca 2016. godine Češkoj besedi Zagreb Povelju Republike Hrvatske. Prigodnim predavanjima i tribinama, HČD je od 1992. godine organizirao mnoga obilježavanja godišnjica pojedinih osoba i događaja vezanih uz Češku ili hrvatsko-češke odnose.

## Predsjednici
- Zlatko Stahuljak (1992. – 1993.)
- Mate Relja (1993. – 1994.)
- Zorislav Bobuš (1994. – 2005.)
- Zvonimir Kotarac (2005. – 2011.)
- Marijan Lipovac (2011. - )

## Izdavačka djelatnost
Hrvatsko-češko društvo je do sada osam puta sudjelovalo u izdavanju knjiga: Godine 2000. HČD je uz Maticu hrvatsku bio suizdavač izabranih govora književnika i prvog češkog predsjednika Václava Havela u knjizi Sve je moguće. Zajedno s Vijećem češke nacionalne manjine grada Zagreba, HČD je 2006. godine izdao knjigu Marijana Lipovca Biskup Duh, o prvom zagrebačkom biskupu, rodom Čehu. HČD je 2007. godine uz pomoć Grada Zagreba prikupio dio financijskih sredstava nužnih za izdavanje antologije hrvatske književnosti na češkom jeziku Koráb korálovy. Tisíc let charvátské poezie v díle stovky básníku (Korablja od koralja. Tisuću godina hrvatske poezije u djelu stotinjak pjesnika) priređivača Dušana Karpatskog, što je djelo s oko 20.000 stihova i od neprocjenjive je vrijednosti za promicanje hrvatske književne baštine u Češkoj. Iste godine HČD je zajedno s Društvom hrvatsko-slovačkog prijateljstva i Nakladom Bošković bio suizdavač knjige Ante Vukasovića Jan Amos Komenský i Hrvati. Zahvaljujući financijskoj pomoći Ministarstva vanjskih poslova i europskih integracija, HČD je u lipnju 2009. godine, zajedno s izdavačkom kućom Nova stvarnost izdao knjigu Češka kroz ključanicu, autora Dubravka Dosegovića. Time je HČD obilježio šestomjesečno češko predsjedanje Europskom unijom. Zahvaljujući financijskoj pomoći Ministarstva vanjskih i europskih poslova i Ministarstva kulture, HČD je u lipnju 2013. godine, uoči ulaska Hrvatske u Europsku uniju, zajedno s izdavačkom kućom Nova stvarnost izdao knjigu Malostranske pripovijesti, autora Jana Nerude u prijevodu Ljudevita Jonkea. Uz financijsku pomoć Ministarstva vanjskih i europskih poslova, HČD je 2015. godine izdao knjigu Češki mozaik, autora Dubravka Dosegovića, a uz financijsku potporu Grada Zagreba 2017. godine, povodom svoje 25. obljetnice, objavio je knjigu Hrvatsko-češko društvo: prvih 25 godina, autora Marijana Lipovca i Vlatke Banek.

## Suradnja s drugim udrugama
HČD u svom radu najčešće surađuje s udrugama češke manjine u Hrvatskoj poput Češke besede Zagreb i Vijeća češke nacionalne manjine Grada Zagreba, no imalo je i nekoliko zajedničkih akcija s drugim hrvatskim društvima prijateljstva. Uz spomenuto izdavanje knjige s Društvom hrvatsko-slovačkog prijateljstva, HČD je s Hrvatsko-brazilskim društvom 2006. godine organizirao obilježavanje 30. obljetnice smrti brazilskog predsjednika češkog porijekla Juscelina Kubitscheka. Od 2011. godine HČD surađuje i s Udrugom građana hrvatske narodnosti u Češkoj te redovito posjećuje godišnje okupljanje moravskih Hrvata u Jevišovki u južnoj Moravskoj, a od 2016. godine i s obnovljenim Češko-hrvatskim društvom u Pragu. U posljednje vrijeme HČD intenzivno surađuje s Češkom besedom Zagrebačke županije, osnovanom u lipnju 2009. godine, s kojom planira nekoliko zajedničkih akcija. 

## Nagrade
Hrvatsko-češko društvo dodjeljuje pet nagrada:
- Nagrada „Marija i Stjepan Radić”, dodjeljuje se za životno djelo, zbog iznimnih zasluga za razvoj hrvatsko-čeških odnosa u cjelini.
- Nagrada „Mate Relja”, dodjeljuje se za doprinos razvoju hrvatsko-čeških odnosa na području umjetnosti.
- Nagrada „Predrag Jirsak”, dodjeljuje se za doprinos razvoju hrvatsko-čeških odnosa na području bohemistike.
- Nagrada „Miroslav Jilek” dodjeljuje se doprinos razvoju hrvatsko-čeških odnosa kroz znanstvena istraživanja povijesti i sadašnjosti hrvatsko-čeških veza i djelovanja na povezivanju hrvatskih i čeških povjesničara, odnosno za doprinos hrvatsko-češkim vezama na području društvenih znanosti.[1]
- Nagrada „Božidar Grubišić”, dodjeljuje se za popularizaciju hrvatsko-čeških odnosa u publicistici i u medijima.[5] Dodjeljuje se od 2012. godine.[1]

## Kontakt
Sjedište HČD-a je u Zagrebu u Šubićevoj br. 20. Od 2007. godine djeluje i podružnica HČD-a u Omišu, a od 2013. godine i podružnica u Daruvaru. HČD od 2004. godine ima i svoju međumrežnu stranicu, www.hcdzg.hr, koja je pokrenuta zahvaljujući financijskim sredstvima Ministarstva vanjskih poslova RH. Od siječnja 2011. godine, Hrvatsko-češko društvo ponovno izdaje svoje interno glasilo Susreti, koje je ranije izlazilo od 1992. do 1998. godine. HČD ima i svoju stranicu na Facebooku.  

## Vanjske poveznice
- Međumrežne stranice Hrvatsko-češkoga društva
- Marijan Lipovac, O Hrvatsko-češkom društvu  Arhivirana inačica izvorne stranice od 8. travnja 2016. (Wayback Machine), croatia.ch
- Marijan Lipovac, Vladimir Prelog na praškom kemijskom nebu. Hrvatski nobelovac dobio poprsje u glavnom gradu Češke  Arhivirana inačica izvorne stranice od 22. ožujka 2009. (Wayback Machine), croatia.ch
- Vlatka Banek, Nova knjiga o biskupu Duhu, cesi-zagreb.hr
- Marijan Lipovac, Kako je Tesla postao jedan od simbola hrvatsko-češkog prijateljstva, tportal.hr